# Gehyra einasleighensis
Gehyra einasleighensis (ейнаслійська дтелла) — вид геконоподібних ящірок родини геконових (Gekkonidae). Ендемік Австралії. Описаний у 2017 році.

## Поширення і екологія
Ейнаслійські дтелли мешкають на нагір'ї Ейнаслі на північному сході Квінсленду. Вони живуть в скелястих місцевостях, серед дрібних валунів.